# كييتا إروماكاوا
كييتا إروماكاوا (باليابانية: 入間川 景太) (مواليد 20 مايو 1999)، هو لاعب كرة قدم سابق كان يلعب كمدافع.

## وصلات خارجية
- كييتا إروماكاوا على موقع رابطة كرة القدم اليابانية للمحترفين (اليابانية)
- كييتا إروماكاوا على موقع قاعدة بيانات كرة القدم.إي يو (الإنجليزية)
- كييتا إروماكاوا على موقع Soccerway.com (الإنجليزية)
- كييتا إروماكاوا على موقع عالم كرة القدم.نت (الإنجليزية)